# Almana
Almana é um género monótipo de hemípteros pertencentes à família Dictyopharidae. A sua única espécie é Almana longipes.
A espécie podem ser encontrada na Península Ibérica.